# Sectilidad

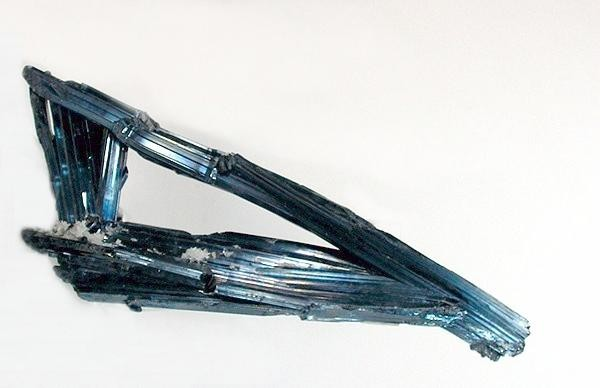
Antiguo espécimen de estibina que se remonta a finales de 1800. La forma triangular única ha sido creada por tres cristales que se cruzan. Los lustrosos cristales de color gris acorazado parecen tener doble terminación. El cristal más largo exhibe la naturaleza sectil de esta especie con una bonita curvatura, dos tercios hacia abajo desde la terminación.

En el ámbito de la minerología se denomina sectilidad a la característica de un mineral de ser cortado en trozos delgados con una herramienta de corte o cuchillo. Los minerales que no son séctiles se rompen en trozos más bastos al cortarlos. Los metales y el papel son materiales séctiles.
La sectilidad se puede utilizar para distinguir menerales que de otra forma poseen una apariencia similar, y es una forma de tenacidad. Por ejemplo, el oro, el cobre y la plata son séctiles pero en cambio la pirita (el "oro de los tontos") no lo es.
La sectilidad de los metales es una consecuencia de los enlaces metálicos, mientras que los electrones de enlaces por  valencia se encuentran deslocalizados y pueden circular libremente entre los átomos, en vez de ser compartidos entre pares específicos o grupos de átomos, como en las uniones covalentes.
El enlace metálico es característico de los elementos metálicos. Es un enlace fuerte, primario, que se forma entre elementos de la misma especie. Al estar los átomos tan cercanos unos de otros, interaccionan sus núcleos junto con sus nubes electrónicas, empaquetándose en las tres dimensiones, por lo que quedan los núcleos rodeados de tales nubes. Estos electrones libres son los responsables de que los metales presenten una elevada conductividad eléctrica y térmica, ya que estos se pueden mover con facilidad si se ponen en contacto con una fuente eléctrica. Los metales generalmente presentan brillo y son maleables y séctiles. 